# Zeolit

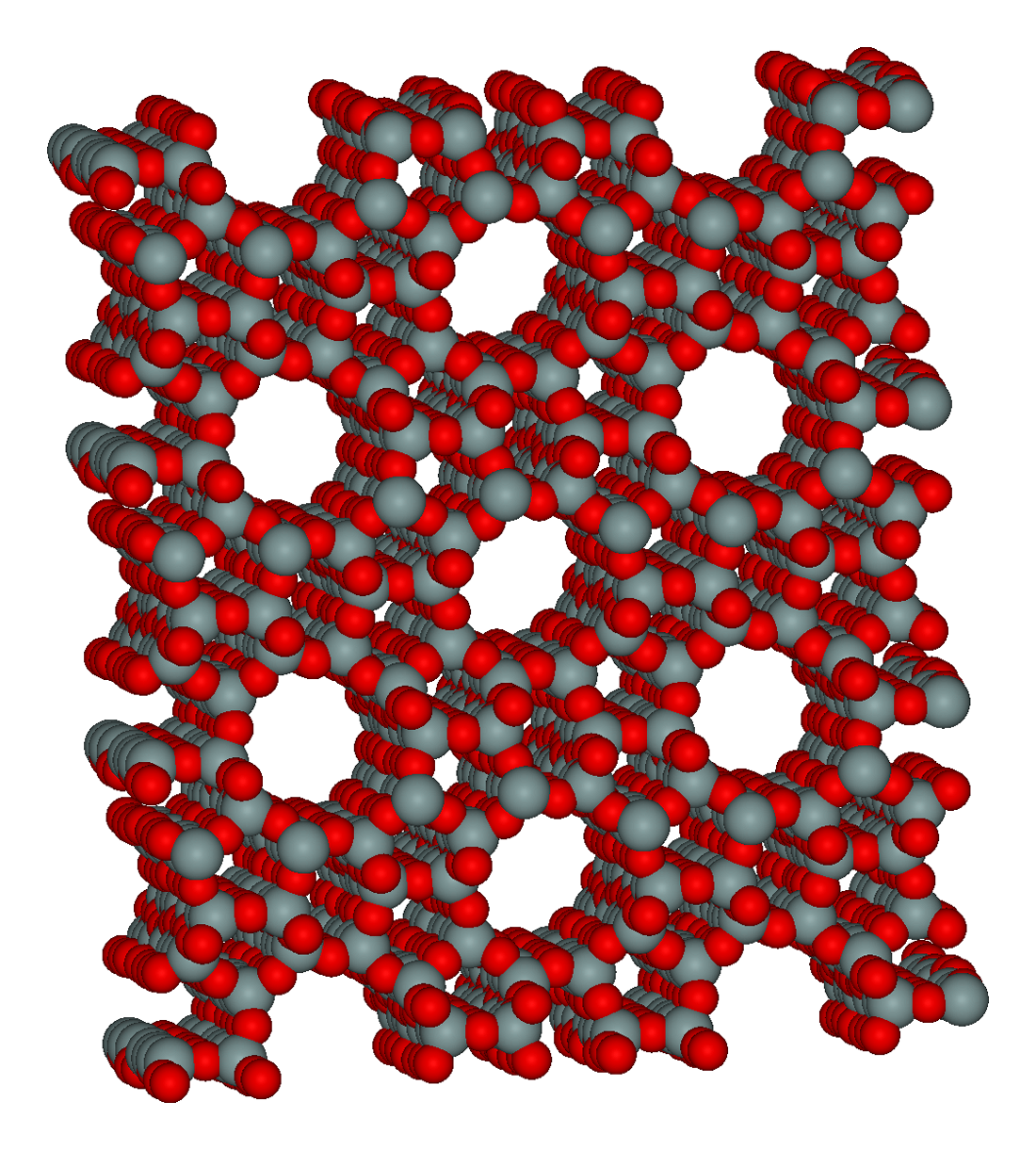
Structura unui zeolit

Zeoliții sunt un grup de minerale care reprezintă aluminosilicați naturali hidratați de calciu, stronțiu, sodiu, potasiu, bariu, magneziu etc. Zeoliții pot fi naturali sau sintetici.
Numele de zeolit a fost dat de către mineralogul suedez Axel Fredrik Cronstedt în 1756. Denumirea de „zeolit” provine din combinarea cuvintelor grecești „zeo”= a fierbe și „lithios”= piatră, însemnând „piatră fierbinte”, datorită faptului că zeoliții eliberează apă dacă sunt încălziți. 

## Structură
Zeoliții sunt caracterizați de o structură cubică în formă de fagure cu atomi de Al și Si înconjurați de 4 atomi de oxigen, cu cavități largi sub formă de canale (între 20-50 % din volumul unui zeolit este reprezentat de goluri), care pot îngloba Na, Ca sau alți cationi, molecule de apă și chiar mici molecule organice. Canalele sunt suficient de largi pentru a permite trecerea și a unor ioni cu raza ionică mai mică decât a acestora. Ei fac parte, alături de feldspați din grupa tectosilicaților. Zeoliții au structuri mult mai deschise și mai puțin dense decât alți silicați. Zeoliții sunt minerale rare încărcate negativ, proptietate unică în regnul mineral.

## Zeoliți naturali

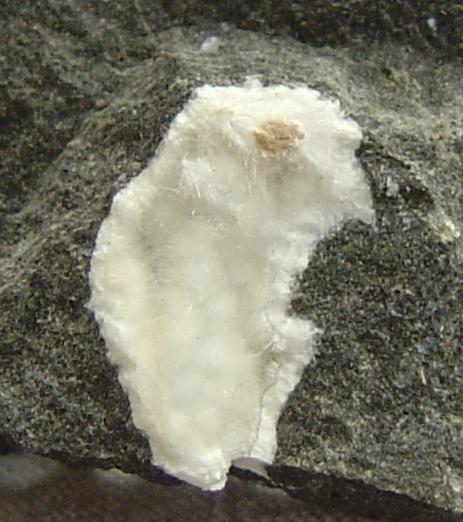
Mineral de natrolit

În natură, zeoliții s-au format prin depunerea cenușii vulcanice în lacuri cu apă sărată.
Zeoliții naturali sunt reprezentați prin alumino silicați naturali de calciu, stronțiu, sodiu, potasiu, bariu, magneziu și se găsesc în natură mai ales în cavitațile rocilor vulcanice unde s-au format prin contactul lavei cu apa mării. Ei pot fi translucizi, incolori, albi, colorați în nuanțe deschise, culoare datorată impurităților fin dispersate, în special oxizi și hidroxizi de fier și mangan. Au o duritate și densitate mică.
Există aproximativ 45 de zeoliți naturali ce formează la temperaturi joase medii geologice. Din punct de vedere economic, mai importante sunt boabele fine de zeolit, cum ar fi clinoptiolitul format prin alterarea granulelor fine ale depozitelor vulcanice de către apa subterană.
Zeoliții se pot forma de asemenea în sedimentele alcaline ale unor lacuri din deșert, în soluri alcaline din deșert, sedimente marine și rocile metamorfice la temperaturi joase.
În România se găsesc depozite importante de zeoliți naturali în rocile vulcanice: natrolit, laumontit, analcim, mezolit, chabazit, stilbit, heulandit și gmelenit.

## Zeoliți sintetici

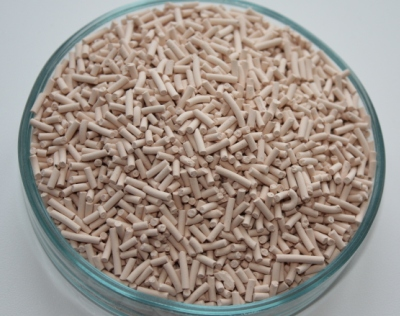
Zeoliți sintetici

În 1948 au fost realizați primii zeoliți artificiali prin sinteza hidrotermală, iar în 1950 au fost produși zeoliți sintetici la scară industrială ca site moleculare pentru separarea amestecurilor de gaze sau lichide. Zeoliții sintetici au o gamă mai largă de proprietăți și cavități mai largi decât cei naturali. În prezent, mai mult de 100 de zeoliți diferiți au fost sintetizați, iar producția anuală a acestora depășește 12.000 de tone.
Zeoliții sintetici sunt realizați în mai multe moduri: o tehnică importantă reprezintă amestecarea sodiului, aluminiului și chimicalelor pe bază de silice cu abur pentru a crea un gel. Gelul este lăsat o perioadă, apoi încălzit la cca. 90°C. O altă tehnică folosește caolin care este încălzit într-un cuptor până începe să se topească, apoi refrigerat și măcinat sub formă de pudră. Această pudră este amestecată cu săruri de sodiu și apă care este apoi încălzită.

## Utilizări
Zeoliții naturali își găsesc utilizarea în numeroase domenii diferite:
- Protecția mediului
- Îngrășământ pentru animale
- Supliment nutritiv pentru plante
- Filtre pentru purificarea apelor reziduale și radioactive
- Nisip pentru filtre
- Materiale de construcții
- Curățarea mediilor contaminate cu produse petroliere
- Material pentru șlefuit suprafetele metalice
- Praf de curățat
- Combaterea mirosurilor neplăcute
- Medicină
- Cosmetică
- Obținerea hârtiei de calitate superioară
- Prelungirea timpului de păstrare a alimentelor
- Deszăpezire[1]

Zeoliții sintetici pot avea o utilizare pe scară largă ca agenți de schimb ionic, catalizatori și adsorbanți (filtre sau site moleculare) în diverse procese industriale: epurarea apelor uzate, purificarea aerului, obținerea diferitelor gaze din aer, catalizator în procesul de producție chimică a petrolului etc.